# ایستگاه پتسدامرپلاتس برلین
ایستگاه پتسدامرپلاتس برلین (آلمانی: Berlin Potsdamer Platz) نام یکی از ایستگاه‌های بزرگ قطارشهری و متروی برلین است که در پوتسدامر پلاتس در مرکز برلین قرار دارد.